# 非偶像崇拜
非偶像崇拜（Aniconism）是一種宗教主義，泛指部分宗教缺乏對自然或超自然宗教概念（神靈、聖人或神跡）的具體藝術象徵或圖像（如聖像）。非偶像崇拜廣泛存在於不同世界文化之中，尤其於一神論的亚伯拉罕諸教為本的文化特別常見。這些規條有時可能只局限於上帝、聖人或其他超自然存在，但亦可延伸到該宗教世界觀中的一切萬物。這些規條通常會被編纂成宗教傳統，因此成為約定俗成的禁忌。當宗教偶像或其它象徵被刻意摧毀，非偶像崇拜衍生成為破壞偶像主義。
在歷史上，非偶像崇拜主義曾廣泛出現在佛教和基督教教義。儘管非偶像崇拜在現代佛教或基督教派逐漸式微，每個宗教的不同傳統和教派之間對宗教象徵的態度顯示相當大的差異。猶太教和伊斯蘭教則一直於其教義中強調非偶像崇拜規條，但亦會偶爾捨棄或改變對宗教象徵的規條。 在這些宗教中，對唯一真神（例如：聖父、真主、耶和華）的描繪尤其會被禁止或反對，而對穆罕默德和釋迦牟尼等主要存在的具體象徵更經常成為敏感話題，尤其是在過去。
「Aniconism」一詞源自希腊语「εικων」（圖像，image）及否定前缀an- （源自希腊语privative alpha）和后缀-ism （源自希腊语「ισμος」）。 破壞偶像主義（Iconoclasm）則泛指出於宗教或文化原因而主動破壞宗教圖像的行為。

## 廣義
在一神論宗教中，非偶像崇拜主義衍生自神学考虑及历史背景。由於這些信仰信奉上帝為單一及最终的权力持有者（唯一真神），而神職人員亦相信捍卫唯一真神的独特地位可以对抗外界及内部對宗教的挑戰（例如：異教神像及異見者），非偶像崇拜主義的出現是必然的结果。由於偶像崇拜（Idolatry）容許崇拜任何一種人物或物體，它被视为对唯一真神独特性的威胁。先知和传教士會因此选择禁止對偶像的藝術象徵來与之抗争。同样地，類似的非偶像崇拜教條亦适用來抗衡假神或假先知（例如：被逐出天堂、巴别塔的毁灭、以及圣经十誡中的第二誡）。
部分當代学者指出在许多情况下，非偶像崇拜主義是一种思想建构，而非有形现实的事实，它适合特定的意图和历史背景。

## 佛教

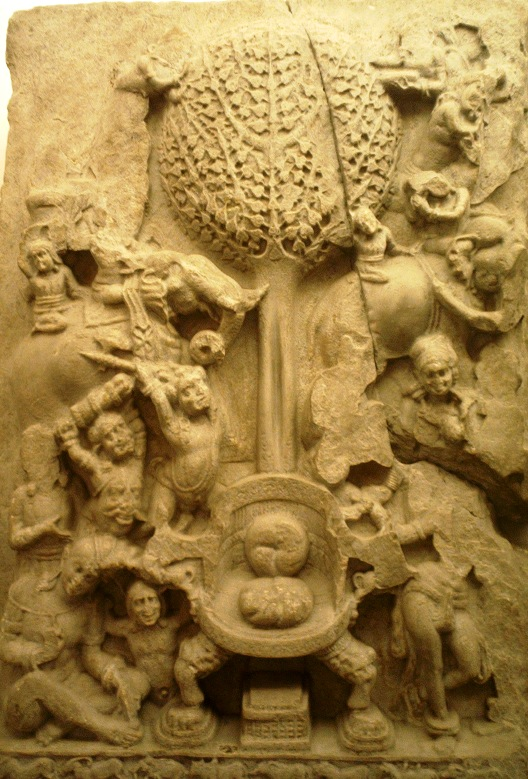
具非偶像崇拜主義的公元2世纪浮雕，描繪天魔襲擊佛陀一景，藏於印度阿姆勞蒂。

自學者於1890年开始研究佛教艺术史以来，學者追溯佛教最早期的非偶像崇拜主義時期持续到大於公元 1 世纪；佛陀大多在這時期被描繪成空寶座、菩提树、一匹沒有騎手的馬和涼傘飄浮在空旷平地（桑吉）之上、佛足石和法轮符号来表示。 然而，其他人物及周围环境往往會被仔細描绘，這些佛教藝術裝飾往往因此會顯露十分拥挤，但中间却空无一人的场景。    
关于佛像的象徵，这种非偶像崇拜主義传统可能是基于出自《薩婆多部律》（薩婆多部早期的教律）的一项古老规條，這項规则禁止所有對佛陀以人形出现的描繪：「既不许作佛身像，愿佛授以作侍菩萨像。这样可以接受吗？」佛陀回答说：「你可以造一个菩萨像」。 
尽管學術界對此仍有不少争论，普遍學者認為佛陀的第一个拟人化形象衍生自希臘式佛教藝術互动。这种互動特別在犍陀羅地區特別盛行，由於健馱邏國是古代印度和希臘文明的交聚點，融合了印度、波斯、希臘的藝術元素。这一理论首先由法國梵文學者阿勒弗萊德·福舍提出，並隨即受到錫蘭史學家 Ananda Coomaraswamy的批评。為引證推論，阿勒弗萊德·福舍收集了从主要朝圣地點带走的文物纪念品来解释非偶像崇拜主義的起源。此推論及相關文物后来亦被學界认可，將這些聖地列為佛教非偶像崇拜主義時期的起源地點。其他對早期佛教刻意避免描繪佛陀的解释則指對入涅槃者的具體象徵不合适。 
然而，苏珊·亨廷顿（Susan Huntington）在1990年对佛教中的非偶像崇拜主義概念提出了挑战，引发至今仍在继续的激烈學術争论。亨廷顿指大部分所謂的非偶像崇拜主義聖像实际上不是描绘佛陀生活中的场景，而是对支提堂的崇拜或信眾對佛陀生活的重演。因此，空宝座的图像显示了菩提伽耶或其他地方的宝座遗物。她指出，只有一个间接参考资料可以找到佛教中特定的非偶像崇拜教义，而且只与一个教派有关。 
考古证据則反映出一些拟人化的佛像雕塑实际上早已出現于非偶像崇拜主義時期（約莫在公元1世纪结束，如上述）。亨廷顿亦指「非偶像崇拜」和「象徵性」佛教艺术与小乘佛教和大乘佛教之间出现的分歧沒有關系。亨廷顿的观点受到美國學者维迪亚·德赫加（Vidya Dehejia）等人的挑战。 尽管近年来发现了一些早期的拟人化佛像例子，但普遍史學家认为大型独立佛像形象（在后来佛教艺术作品中尤其普遍）在佛教历史的最早时期并不普及；史學讨论集中在浮雕板上较小的人物。這些雕塑在過去被认为是佛陀生活的象徵，但现在則被亨廷顿及其他支持者重新诠释。

## 印度教

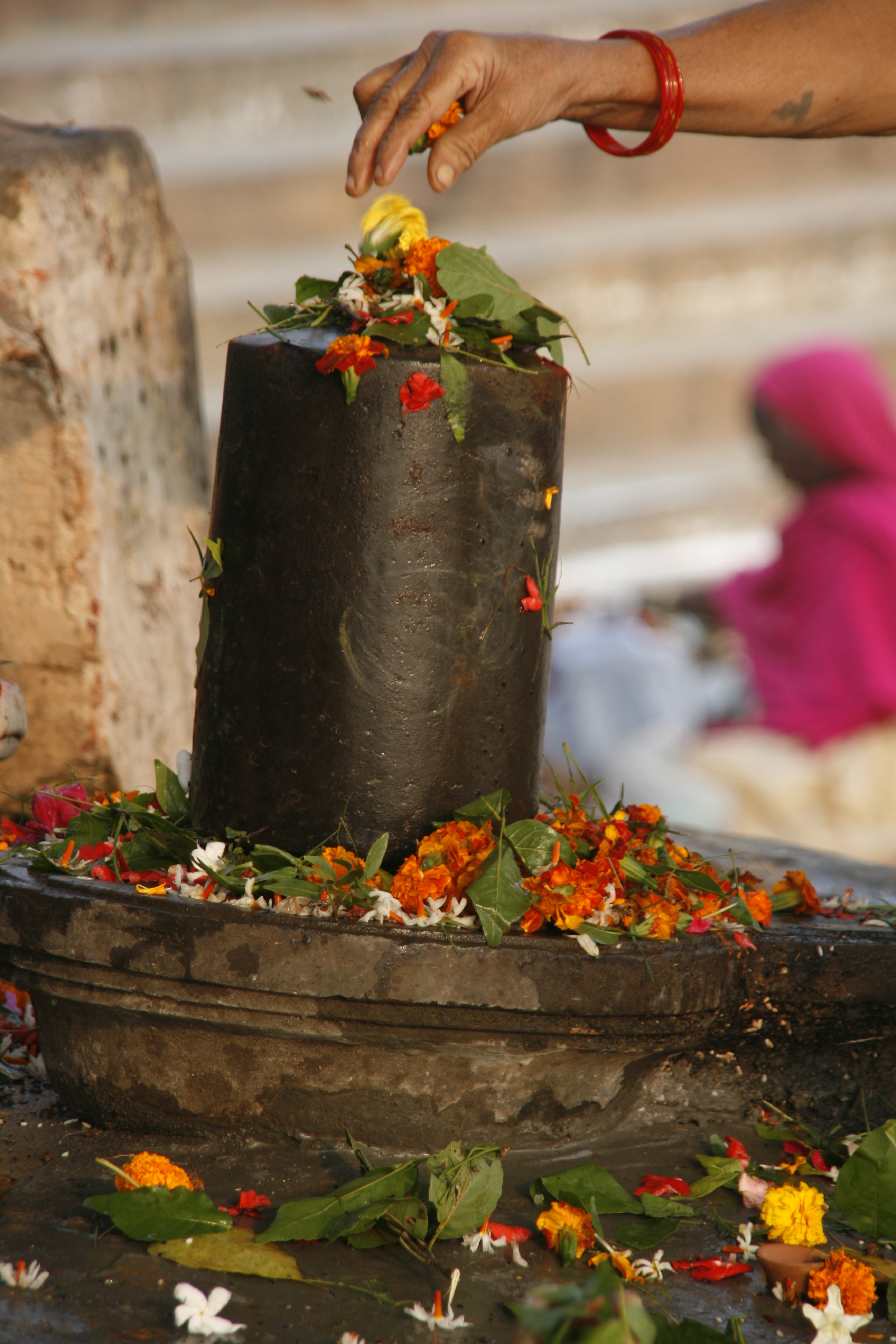
瓦拉納西信眾向象徵濕婆的非偶像林伽獻祭的傳統鮮花。

儘管非偶像崇拜主義在亚伯拉罕諸教較為普遍，印度教亦具有非偶像崇拜的信仰概念。儘管印度教神祇大多由擬人化的印度教雕塑（羅馬化：Murti）所代表，抽象符號林伽及菊石是三相神中濕婆和毗濕奴的主要穆諦。相對抽象符號，擬人化圖像對印度教信徒來說更能讓他們集中地與神祇溝通。毗濕奴化身黑天在《薄伽梵歌》第12章第5節中指因為人類需要通過感官來感知，集中未顯化的神祇比集中有形的神祇要困難得多。